# 홍익디자인고등학교 (서울)
홍익디자인고등학교(弘益디자인高等學校)는 대한민국 서울특별시 마포구 연남동에 있는 사립 고등학교이다.

## 학교 연혁
- 1967년 9월 2일 : 학교법인 경성학원 설립(이사장 김병삼)
- 1967년 12월 29일 : 경성고등학교 설립인가(24학급)
- 1968년 9월 19일 : 마포구 연남동 369-1(현위치)로 이전
- 1980년 12월 30일 : 학급 증설에 따른 학칙변경 인가 주간(남) 45학급, 야간(여) 30학급 계 75학급
- 1992년 7월 27일 : 경성여자실업고등학교로 개편 인가(비서 2, 상업 2, 정보처리 2, 관광경영 1, 상업디자인 1)
- 1993년 2월 5일 : 초대 양경량 교장 취임
- 1993년 3월 3일 : 경성여자실업고등학교 제1회 입학(8학급)
- 1996년 2월 14일 : 경성여자실업고등학교 제1회 졸업(8학급 381명)
- 2002년 4월 18일 : 홍익학원과 합병
- 2005년 8월 5일 : 홍익여자디자인문화고등학교로 교명 변경 인가
- 2010년 6월 30일 : 홍익디자인고등학교로 교명 변경 인가
- 2012년 6월 30일 : 학칙변경 인가(디자인경영 2, 멀티미디어디자인 3)
- 2018년 3월 1일 : 학칙변경 인가(시각디자인 3, 멀티미디어디자인 2)
- 2021년 2월 3일 : 홍익디자인고등학교 제26회 졸업(5학급 124명)
- 2021년 3월 1일 : 제11대 한명국 교장 취임
- 2021년 3월 2일 : 홍익디자인고등학교 제29회 입학(5학급 111명)

## 설치 학과
- 시각디자인과
- 영상애니메이션과

## 참고 자료
- 홍익디자인고등학교 - 한국교육학술정보원 학교알리미